# Notopterophorus cristatus
Notopterophorus cristatus is een eenoogkreeftjessoort uit de familie van de Notodelphyidae. De wetenschappelijke naam van de soort is voor het eerst geldig gepubliceerd in 1871 door Hesse.